# Jazzgossen (film)
Jazzgossen är en svensk film från 1958 i regi av Hasse Ekman.

## Handling
Rikemanssonen Teddy Anker slår på revyscenen och öppnar Stockholms första nattklubb "Blue Heaven" med hjälp av korvgubben Mille. Han gifter sig med revyprimadonnan Karin och producerar en storslagen revy med tidens stora stjärnor: Ernst Rolf, Karl Gerhard och Zarah Leander. Sedan har han otur i både kärlek och affärer men finner nytt hopp när han åter träffar Karin under beredskapstiden.

## Om filmen
Ekman ville göra en nostalgisk kavalkad över 1920- och 1930-talens nöjesliv, en genre som bland andra Noel Coward varit framgångsrik i. Filmen var inte lika elegant skriven som hans brittiska förebilder men den innehöll de dittills mest påkostade sång- och dansnumren i svensk film och återskapade viktiga film- och teaterhändelser såsom Rolfs revyer, ljudfilmens genombrott och Gerhards sånger "Jazzgossen" och "Den ökända hästen från Troja".
Filmen premiärvisades på biograf Röda Kvarn i Stockholm den 6 oktober 1958. När filmen spelades in gjorde Gunnar Björnstrand en roll som Adolf Hitler, men inför premiären klipptes dessa scener bort och i den rollen fick publiken aldrig se honom.

## Rollista i urval
- Maj-Britt Nilsson - Karin Ingel, senare Karin Anker
- Hasse Ekman - Teodor "Teddy" Anker, revydirektör
- Elof Ahrle - Mille Bergström, korvgubbe, senare Teddys ekonomiske chef
- Karl Gerhard - Som sig själv
- Sigge Fürst - Ernst Rolf
- Bengt Ekerot - Erik Jonsson, författare
- Georg Funkquist - Allan Örtengren, teaterdirektör
- Per Lindqvist - Lars-Erik, Karins motspelare i filmen "Säg det i toner"
- Meg Westergren - Madeleine, väninna till Teddy
- Torsten Lilliecrona  - gäst på Teddys party
- Curt Masreliez - Hubbe, gäst på Teddys party
- Einar Fagstad - Einar Fagstad, Ernst Rolfs dragspelsackompanjatör
- Wiktor Andersson - scenvakten
- Ingvar Kjellson - gäst på Teddys party
- Hans Strååt - regissören av "Kameliadamen"
- Ragnar Klange - auktionsbesökare
- Rune Halvarsson - beredskapsman
- Elsa Ebbesen-Thornblad - Svea, Ankers hushållerska
- Gunnar Olsson - Paul Merzbach, regissören till filmen "Säg det i toner"
- Börje Nyberg - Hansen
- Gösta Prüzelius - filmklippare
- Ulf Johansson - belysningsmästaren på Chinateatern
- Akke Carlsson - elektriker på Chinateatern
- Per Sjöstrand - Armand i "Kameliadamen"
- Håkan Serner - telegrambudet
- Göthe Grefbo - reklamchef
- Sune Mangs - Jerka
- Alf Östlund - Jazzgosse
- Mille Schmidt - Jazzgosse
- Gunnar Knas - Jazzgosse
- Ullacarin Rydén - Fröken Holm

### Ej krediterade
- Frithiof Bjärne - förmannen på expressfirman
- Anita Lindblom - Lily
- Wilma Malmlöf - Tekla
- Axel Witzansky - balettmästaren
- Agda Helin - föreståndarinnan för syateljén
- Stig Johanson - auktionsbesökare
- Chris Wahlström - servitris på Milles café

## Musik i filmen
- Jazzgossen (En lille Rystedans), kompositör Edvard Brink, dansk text Alfred Kjærulf, svensk text Karl Gerhard, sång Karl Gerhard, Alf Östlund, Mille Schmidt och Gunnar "Knas" Lindkvist
- Du gamla måne (Sig mig, du måne hist), kompositör Kai Normann Andersen, dansk text Carl Arctander, Ludvig Brandstrup och Alfred Kjærulf, svensk text Karl-Ewert, framförs på piano av Ulf Lindqvist, och nynnas av Maj-Britt Nilsson
- Från Frisco till Kap eller Alla jäntor ä lika, kompositör Ernst Rolf text Martin Nilsson, framförs på dragspel av Einar Fagstad, sång Sigge Fürst
- I min blommiga blå krinolin (In My Sweet Little Alice Blue Gown), kompositör Harry Tierney, engelsk text Joseph McCarthy svensk text S.S. Wilson, sång Maj Lindström som dubbar Maj-Britt Nilsson, dans Elsa-Marianne von Rosen och Björn Holmgren
- Bättre och bättre dag för dag (I'm Getting Better Every Day), kompositör och text Mark Strong svensk text S.S. Wilson och Karl-Ewert, sång Sigge Fürst med en kör
- De' gör gumman me, kompositör Jules Sylvain, text Herr Dardanell, instrumental
- De' ä' grabben me' chokla' i, kompositör Helge Lindberg, text Gösta Stevens, instrumental.
- Säg det i toner, kompositör Jules Sylvain, text Karl-Ewert, sång Maj-Britt Nilsson och Per Lindqvist
- Det är kvinnan bakom allt, kompositör Karl Wehle och Ernst Rolf, text Herr Dardanell, sång Zarah Leander
- Din vår är min vår - och alla vackra flickors vår ...!, kompositör Georg Enders, sång Sigge Fürst
- Det var en doft ifrån den fina världen, kompositör Jules Sylvain, text Karl Gerhard, sång Karl Gerhard
- Hela världen är en glad operett, kompositör Jules Sylvain, text Åke Söderblom, sång Zarah Leander
- Tangokavaljeren (Jag viskar dig ömt om vackra drömmar som jag drömt, kompositör Jules Sylvain, text Åke Söderblom, sång Sven-Olof Sandberg
- Hurra för det lilla som är kvar, kompositör Carl Gustaf Hulthe, text Karl Gerhard, sång Karl Gerhard
- Calle Schewens vals (I Roslagens famn på den blommande ö), kompositör och text Evert Taube, sång med ny text av Karl Gerhard
- Den ökända hästen från Troja (Mars vesiolych rebjat), kompositör Isaak O. Dunaevskij, arrangör Lille Bror Söderlundh svensk text Kai Stighammar, sång Karl Gerhard
- Swing it, magistern, kompositör Kai Gullmar, text Hasse Ekman, sång Alice Babs
- Nu ska' vi vara snälla, kompositör Jules Sylvain, text Karl Gerhard, sång Karl Gerhard med en kör
- Min soldat, kompositör och text Jokern, sång Maj-Britt Nilsson

## DVD
Filmen gavs ut på DVD 2016.